# Felipe Tromp
Felipe Tromp (ur. 1917, zm. 12 sierpnia 1995) – polityk arubański. Pierwszy gubernator Aruby od 1 stycznia 1986 do 12 marca 1992.